# 名古屋市立陽明小学校
名古屋市立陽明小学校（なごやしりつようめいしょうがっこう）は、愛知県名古屋市瑞穂区にある公立小学校。

## 概要
瑞穂区の北東端の丘陵地に位置し、学校の南西方向に名古屋市瑞穂公園がある。春は桜の名所として知られる山崎川が近くに流れている。学区の大半が八事風致地区に指定されている。学区内には名古屋市営地下鉄名城線の瑞穂運動場東駅と総合リハビリセンター駅がある。

## 校訓
- 明るく…太陽のように明るく 心もからだも健康な子
- 強く…草のように強く 最後までがんばりぬく子
- 美しく…花のように美しく 思いやりのある心の温かい子

## 沿革
- 1954年（昭和29年） - 名古屋市立汐路小学校より分離開校
- 1955年（昭和30年） - 「双葉の子」の像設置、校歌「双葉の子」制定
- 1957年（昭和32年） - 西校舎竣工
- 1959年（昭和34年） - 児童図書館設置
- 1960年（昭和35年） - 道徳教育研究指定校に指定される
- 1963年（昭和38年） - 体育館兼講堂竣工
- 1965年（昭和40年） - 体育館兼講堂に地下ピロティ完成
- 1967年（昭和42年） - 学校給食優良校県教委表彰を受ける、校歌の碑設置
- 1971年（昭和46年） - 海外帰国子女教育協力校に指定される、南校舎竣工
- 1972年（昭和47年） - 学校給食優良校文部大臣賞受賞、管理棟北校舎竣工
- 1973年（昭和48年） - プール竣工
- 1974年（昭和49年） - 創立20周年記念式典
- 1976年（昭和51年） - 南校舎3階部分増築
- 1977年（昭和52年） - 「双葉の子」の像を再建、除幕式
- 1979年（昭和54年） - 南校舎4階部分増築
- 1980年（昭和55年） - 北校舎・給食調理所竣工
- 1981年（昭和56年） - 渡り廊下完成
- 1984年（昭和59年） - 創立30周年記念式典
- 1985年（昭和60年） - クラブハウス竣工
- 1988年（昭和63年） - 市教委より体力づくり実践校受託
- 1989年（平成元年） - 優良PTAとして文部大臣表彰
- 1991年（平成3年） - コンピュータ室設置、児童便所が男女別に
- 1992年（平成4年） - 東海三県学校図書館奨励賞（利用指導部門賞）受賞
- 1993年（平成5年） - 東海三県学校図書館総合優秀賞（名古屋市長賞）受賞
- 1994年（平成6年） - 創立40周年記念式典
- 1995年（平成7年） - 市教委より教育研究団体受託
- 1997年（平成9年） - 北校舎大規模改修工事
- 1998年（平成10年） - 文部省より道徳的実践活動推進事業受託、プール・体育館大規模改修工事
- 2001年（平成13年） - 1年生30人学級を試行（翌年より正式実施）、トワイライトスクールを設置
- 2004年（平成16年） - 創立50周年記念式典
- 2006年（平成18年） - 2年生30人学級を実施
- 2020年  (令和2年) -現在南校舎改装工事中

## 通学区域
所管する名古屋市教育委員会は、2021年（令和3年）9月1日現在、瑞穂区のうち、柏木町・上山町・下山町1丁目・岳見町1丁目・岳見町3丁目・田辺通3丁目・田辺通4丁目・八勝通1丁目・春山町・松栄町・密柑山町・南山町・弥富町（字上山・紅葉園・桜ケ岡・清水ケ岡・月見ケ岡・円山・密柑山・緑ケ岡）・陽明町の各全域および下山町2丁目・岳見町2丁目・田辺通1・田辺通2丁目・檀渓通・八勝通2丁目・師長町の各一部を通学区域として指定している。
また、卒業後の進学先は名古屋市立汐路中学校となっている。

## 著名な出身者
- 岩田剛典（三代目 J SOUL BROTHERS from EXILE TRIBEおよびEXILEのメンバー）[WEB 2]
- 広沢一郎（名古屋市長、元キングソフト代表取締役）[WEB 3]

### WEB
1. 1 2  名古屋市教育委員会教育委員会事務局総務部教育環境計画室計画係 (2021年9月1日). “名古屋市立小・中学校の通学区域一覧（瑞穂区）” (PDF).   名古屋市. 2018年11月15日閲覧。
2. ↑  音楽ナタリー編集部 (2022年6月9日). “岩田剛典が母校のためにバンテリンドーム貸し切り？故郷名古屋で爆買い＆恩返し”.  音楽ナタリー. 2022年6月10日閲覧。
3. ↑  “プロフィール”.   広沢一郎. 2024年12月3日閲覧。